# Per Söderlund
Per Söderlund (nascido em 1972) é um político sueco. Desde 1 de fevereiro de  2019 que serve como membro do Riksdag, representando o distrito eleitoral do condado de Örebro. Söderlund trabalhou como programador de software antes de se tornar membro do parlamento sueco.